# Linea IND World's Fair
La linea IND World's Fair, ufficialmente World's Fair Railroad, era una linea dell'Independent Subway System realizzata per servire il sito dell'Expo 1939 a Flushing Meadows Park, nel Queens. La linea partiva come una diramazione dalla linea IND Queens Boulevard, attraversava il deposito Jamaica Yard ed arrivava presso il sito espositivo.
Venne chiusa e demolita nel 1940, dopo la fine dell'esposizione; si tratta tuttora dell'unica linea chiusa e demolita dell'Independent Subway System. I suoi resti sono ancora visibili all'interno del deposito Jamaica Yard.

## Percorso
|  |  | Unknown route-map component "uexKBHFa" |

|  | Unknown route-map component "uexSTR+l" | Unknown route-map component "uexSTRr" |

| Unknown route-map component "uENDExa" |

| Unknown route-map component "uYRD" |

| Unknown route-map component "utSTRa" |

| Unknown route-map component "utCONTgq" | Unknown route-map component "utABZqlr" | Unknown route-map component "utCONTfq" |